# اسکی با بازو

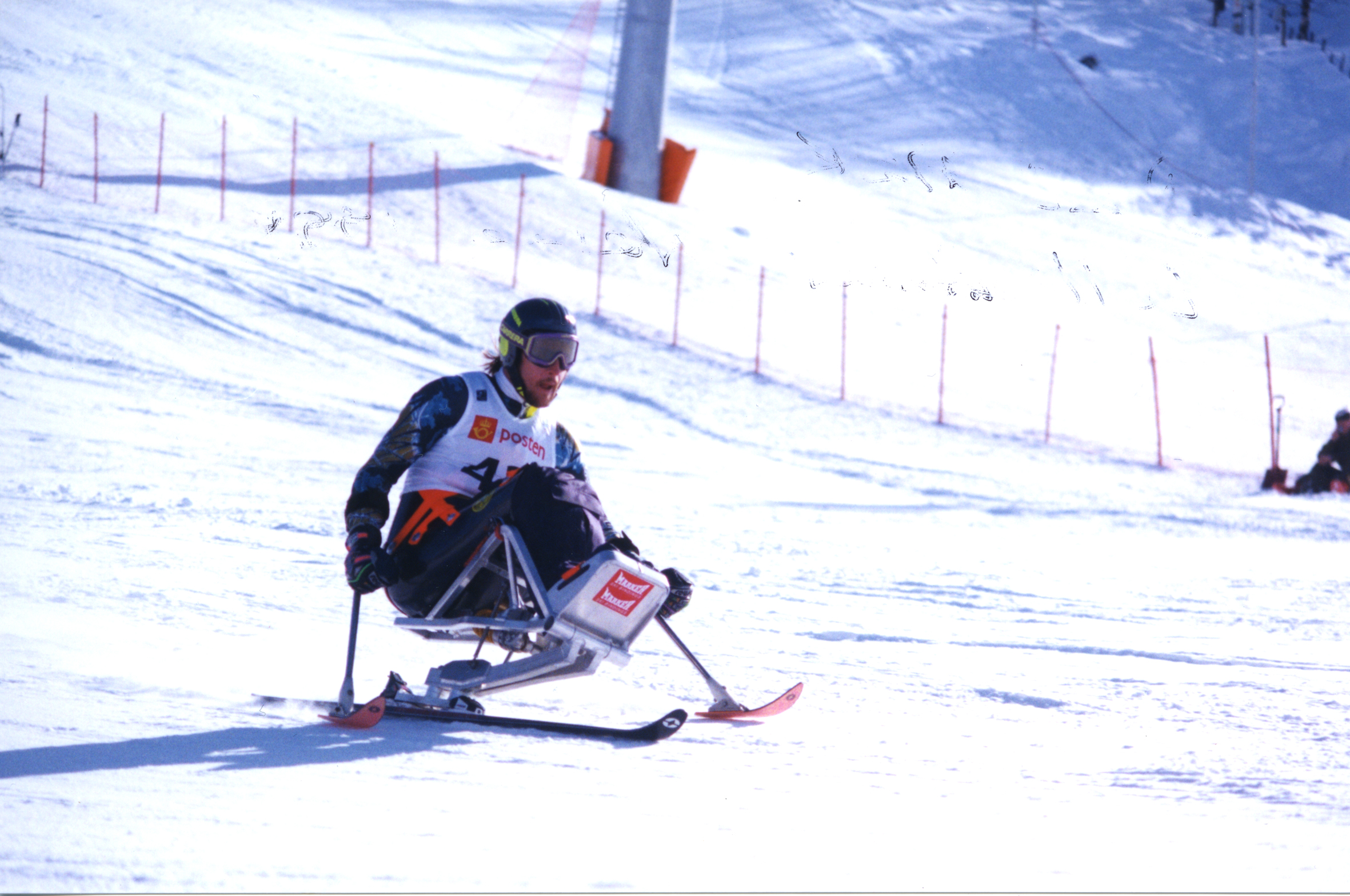
اسکی‌باز استرالیایی دیوید مانک در بازی‌های پارالمپیک زمستانی با کمک اهالی از تپه پایین می‌رود.

اسکی با بازو (انگلیسی: Outrigger skiing) نوعی ورزش است که از اسکی‌های بازویی استفاده می‌کند. این اسکی‌ها توسط اسکی‌بازان کم‌توان استفاده می‌شوند تا در حفظ تعادل، چرخش، کنترل سرعت، توقف و تقویت جهت چرخش کمک کنند. اندازه و ارتفاع این اسکی‌ها متغیر است و ویژگی‌های مختلفی دارند. بسته به تعداد کل اسکی‌هایی که اسکی‌باز استفاده می‌کند، پیکربندی اسکی بازویی گاهی اوقات به «اسکی سه‌مسیره» یا «اسکی چهارمسیره» شناخته می‌شود. هنگام زمین‌خوردن، به اسکی‌بازان آموزش داده می‌شود که بازوهای خود را حرکت دهند تا از افتادن روی اسکی بازویی و صدمه دیدن جلوگیری کنند.

## استفاده از تجهیزات
در دهه ۱۹۶۰، اسکی‌های بازویی برای سورتمه‌ها استفاده می‌شدند تا با قرار دادن یک اسکی سوم در زیر سورتمه، تعادل سنتی آن حفظ شود. امروزه، اسکی‌های بازویی برای کمک به اسکی‌بازان در حفظ تعادل، چرخش، کنترل سرعت و توقف استفاده می‌شوند. این اسکی‌ها همچنین جهت چرخش‌هایی که توسط حرکات بالاتنه ایجاد می‌شوند را تقویت می‌کنند.
در اسکی پارا، اسکی‌های بازویی یک وسیله کمکی برای اسکی‌بازانی هستند که مشکلات تعادلی یا قطع عضو دارند. این اسکی‌ها در اسکی پارا-آلپاین و اسکی پارا-نوردیک استفاده می‌شوند. اسکی بازویی برای اسکی پارا اولین بار در دهه ۱۹۴۰ توسط فرانتس وندل طراحی شد تا به او پس از یک حادثه که منجر به قطع یکی از پاهایش شد، امکان اسکی کردن بدهد. ریشه‌های اسکی بازویی برای اسکی پارا به یک عصا با یک اسکی کوچک متصل در انتها که در کانادا طراحی شده بود، بازمی‌گردد.
هنگامی که یک جفت اسکی بازویی همراه با دو اسکی برای یک اسکی‌باز استفاده شود، گاهی به آن «اسکی چهارمسیره» گفته می‌شود. هنگامی که اسکی‌باز از یک اسکی و یک جفت اسکی بازویی استفاده می‌کند، این روش «اسکی سه‌مسیره» نامیده می‌شود.

## طراحی تجهیزات

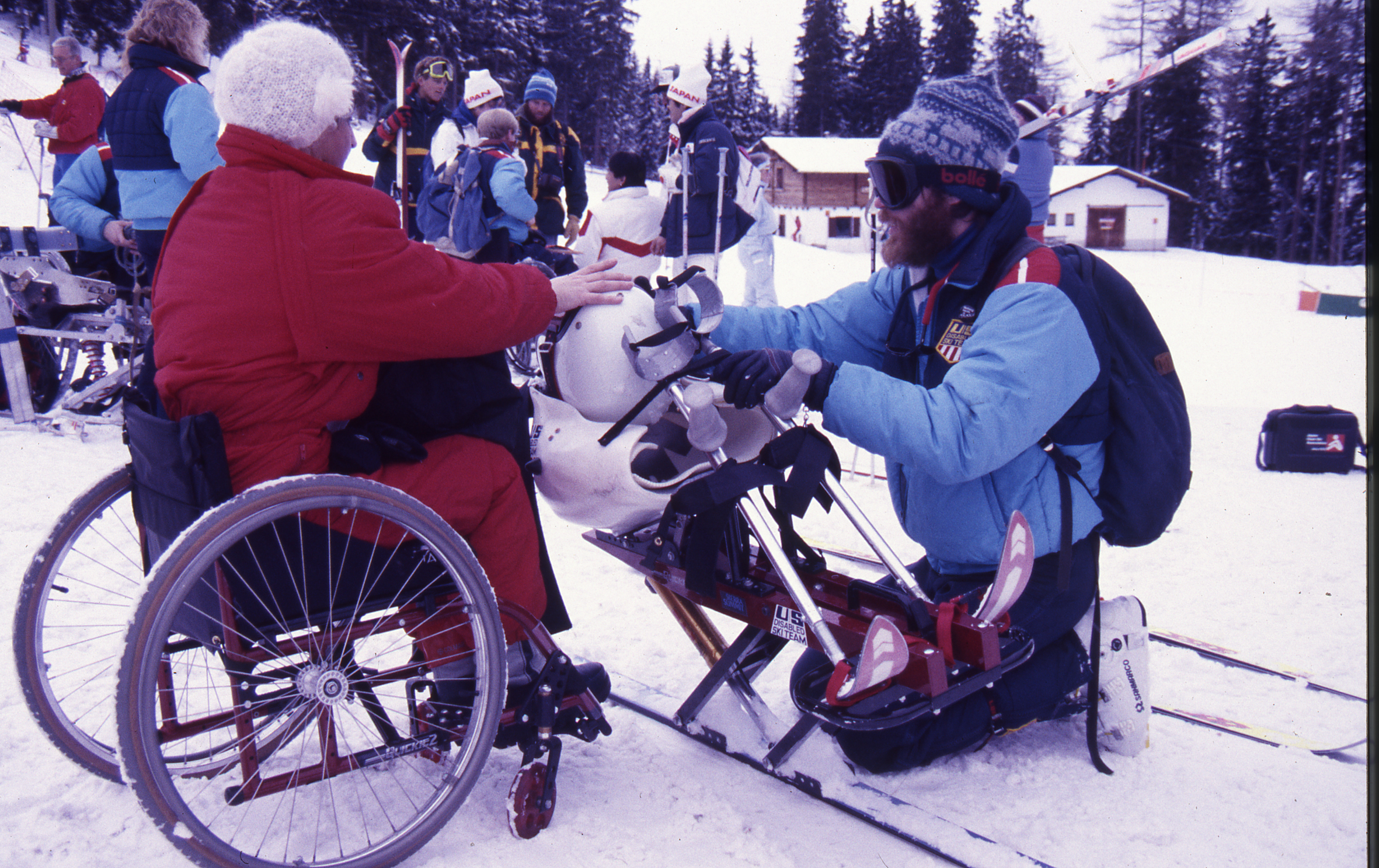

اسکی‌های بازویی در اندازه‌های مختلفی طراحی می‌شوند که بسته به قد اسکی‌باز و نوع اسکی که انجام می‌دهند، متغیر است. اسکی‌های بازویی ممکن است ویژگی‌های مختلفی داشته باشند که به نیازهای اسکی‌بازان بستگی دارد. یکی از ویژگی‌ها دم اره‌ای‌شکل است که اغلب توسط اسکی‌بازان مبتدی استفاده می‌شود. اسکی‌های بازویی مدرن از دو بخش تشکیل شده‌اند: یک اسکی کوتاه که به انتهای عصای لاف‌استرند متصل است. این اسکی‌ها را می‌توان برای استفاده اسکی‌بازان دارای قطع عضو در بازوها تطبیق داد.
برخی از اسکی‌های بازویی دارای سازوکاری هستند که امکان نصب پایه‌ها را فراهم می‌کند تا اسکی بازویی برای کمک به راه رفتن استفاده شود. اندازه اسکی بازویی طوری تعیین می‌شود که پشت اسکی بازویی با پاشنه کفش اسکی‌باز هم‌ردیف باشد. یک مدل از اسکی بازویی برای بالا رفتن از تپه طراحی شده است. اسکی بازویی مخصوص سرازیری بدون وزن هستند. هنگام زمین‌خوردن، اسکی‌باز باید بازوهای خود را حرکت دهد تا اسکی بازویی را از بدن خود دور کند، زیرا ممکن است باعث صدمه شود.